# Scleria scabriuscula
Scleria scabriuscula är en halvgräsart som beskrevs av Diederich Franz Leonhard von Schlechtendal. Scleria scabriuscula ingår i släktet Scleria och familjen halvgräs. Inga underarter finns listade i Catalogue of Life.